# Käthe Gold
Käthe Gold, nascuda Katharina Stephanie Gold (Viena, 11 de febrer de 1907 - Viena, 11 d'octubre de 1997), fou una actriu austríaca.

## Biografia
Nascuda a Viena (Imperi Austrohongarès), es va formar com a actriu a la seva ciutat natal, després d'això va residir a Berna, Breslau (Wroclaw) i Múnic.
L'any 1932 es va traslladar a Berlín, on va romandre fins a l'any 1944. Durant aquesta època va arribar els seus majors èxits com a actriu de teatre, interpretant obres com el Faust de Johann Wolfgang von Goethe (Gretchen), Hamlet de Shakespeare (Ofelia) o la Casa de Nines de Henrik Ibsen (Nora). El 1944 es va mudar a Zúric (Suïssa) i l'any 1947 va tornar a Viena per va actuar en el Burgtheater de la capital austríaca.
La dedicació de Gold al teatre va fer que no aparegués en moltes pel·lícules de cinema. D'entre les poques en les quals va participar, les més notables van ser Amphytrion (1935), Das Fräulein von Barnhelm (1940) i, després de la guerra, Rose Bernd (1956) i Karl May (1976, pel·lícula biogràfica sobre l'escriptor).
En televisió va donar la rèplica a Heinz Rühmann en la versió alemanya de la Mort d'un viatjant de Arthur Miller (1968). També va aparèixer com estrella convidada en dos episodis de la coneguda sèrie alemanya Der Kommissar.
Entre els diversos guardons que obtingué cal citar el Hans-Reinhart-Ring (1960) i la Kainz-Medaille (1965).
Käthe Gold va morir en la seva Viena natal.